# Chonek łejkech
Chonek łejkech, miodownik – przekładane ciasto deserowe, które obok cuker łejkech jest popularnym ciastem weselnym na żydowskim stole.
Chonek (z jęz. niem. Honig) przygotowuje się podobnie jak ciasto biszkoptowe, do którego pod sam koniec dodaje się roztopiony i ostudzony miód oraz składniki cukiernicze. Przelaną do formy masę piecze się w temp. 200 °C około 40 minut. Może być serwowany jako ciasto suche lub trójwarstwowy przekładaniec (snickers). Przepis na ciasto pochodzi z terenu Galicji oraz Polski środkowej.